# Der Dorfbarbier (Schenk)
Der Dorfbarbier ist ein Singspiel in zwei Akten des Komponisten Johann Baptist Schenk; für das Libretto zeichneten die Brüder Joseph und Paul Weidmann verantwortlich.
Bereits 1785 war dieses Stück im Wiener Burgtheater in der Form eines Lustspiels inszeniert worden, hatte aber nicht den erwünschten Erfolg. Nach einer Überarbeitung durch Schenk und Weidmann erlebte dieses Werk als Singspiel seine „erneute“ Uraufführung am 30. Oktober 1796. In späteren Inszenierungen wurden die beiden Akte zu einem Akt gestrafft.

## Inhalt
1. Akt
Suschen und Joseph sind ineinander verliebt. Da aber Suschens Vormund, der Barbier Lux, sein Mündel selbst heiraten will, verbietet er seinem Mündel den Umgang mit Joseph. Daher spielt ihm das Liebespaar eine Komödie vor: Suschen verkündet öffentlich Joseph nicht leiden zu können und Joseph behauptet daraufhin, sich deshalb aus Liebeskummer vergiftet zu haben.
2. Akt
Um Suschen für immer von anderen Männern zu kurieren, verlangt Lux nun von seinem Mündel, Joseph auf dem Sterbebett zu heiraten. Als dieses geschehen ist und der Pfarrer diese Verbindung gesegnet hat, wird Joseph auf wundersame Weise wieder gesund. Am gesunden Appetit Josephs erkennt Lux, dass er hintergangen wurde, kann sich aber trösten, als Bader (= Arzt) zum Wohle eines Menschen gehandelt zu haben. Mit dem Lied „Es lebe Lux, der Wundermann“ fällt der Vorhang.

## Ausgaben
- Johann Schenk: Der Dorfbarbier. Komisches Singspiel in zwei Akten (Gustav Modes Textbibliothek; 83). Mode-Verlag, Berlin 1874.
- Johann Schenk: Der Dorfbarbier. Singspiel in einem Aufzug. ADEVA, Graz 1960 (unveränd. Nachdr. d. Ausg. Wien 1927)